# Eugenio I
Eugenio I fue el papa 75.º de la Iglesia católica entre 655 y 657, venerado como santo.
Nació en Roma. Fue elegido papa por expresa voluntad del emperador Constante II, un año antes de la muerte de su antecesor Martín I, mientras este era conducido en cadenas a Constantinopla. 
El clero romano y el mismo Eugenio I no se opusieron a la voluntad de Constante, probablemente no por sumisión o miedo, sino por motivos de oportunidad. Tal vez no quería indisponer al emperador quien, por ejemplo, hubiera podido hacer elegir a un papa monotelista; o quizás dando muestras de condescendencia, no se quiso comprometer aún más la ya precaria posición del papa Martín I. No hay duda de que la actitud de Eugenio I fue demasiado reverente y condescendiente, hasta tal punto que el Liber Pontificalis le definió como demasiado «benévolo, dulce y lleno de mansedumbre». 
Hacia el final de su vida, rechazó la epístola sinodal que le envió el patriarca Pedro, que contenía graves ambigüedades doctrinales en sentido monotelista, y se negó a suscribir una profesión de fe dictada por el mismo emperador. Antes bien, contestó a la provocación denunciando los abusos y las persecuciones que Martín I había sufrido por parte de la Corte imperial, haciéndolos de público dominio.
Habría recibido el mismo trato que su antecesor si mientras tanto no hubiese muerto. Prescribió que los sacerdotes tuviesen que guardar castidad perpetua.